# Piré-Chancé
Piré-Chancé is een gemeente in het Franse departement Ille-et-Vilaine (regio Bretagne). De plaats maakt deel uit van het arrondissement Rennes. Piré-Chancé is op 1 januari 2019 ontstaan door de fusie van de gemeenten Chancé en Piré-sur-Seiche. De gemeente telde 3.177 inwoners op 1 januari 2022.

## Geografie
De oppervlakte van Piré-Chancé bedroeg op 1 januari 2022 41,56 vierkante kilometer; de bevolkingsdichtheid was toen 76,4 inwoners per km².

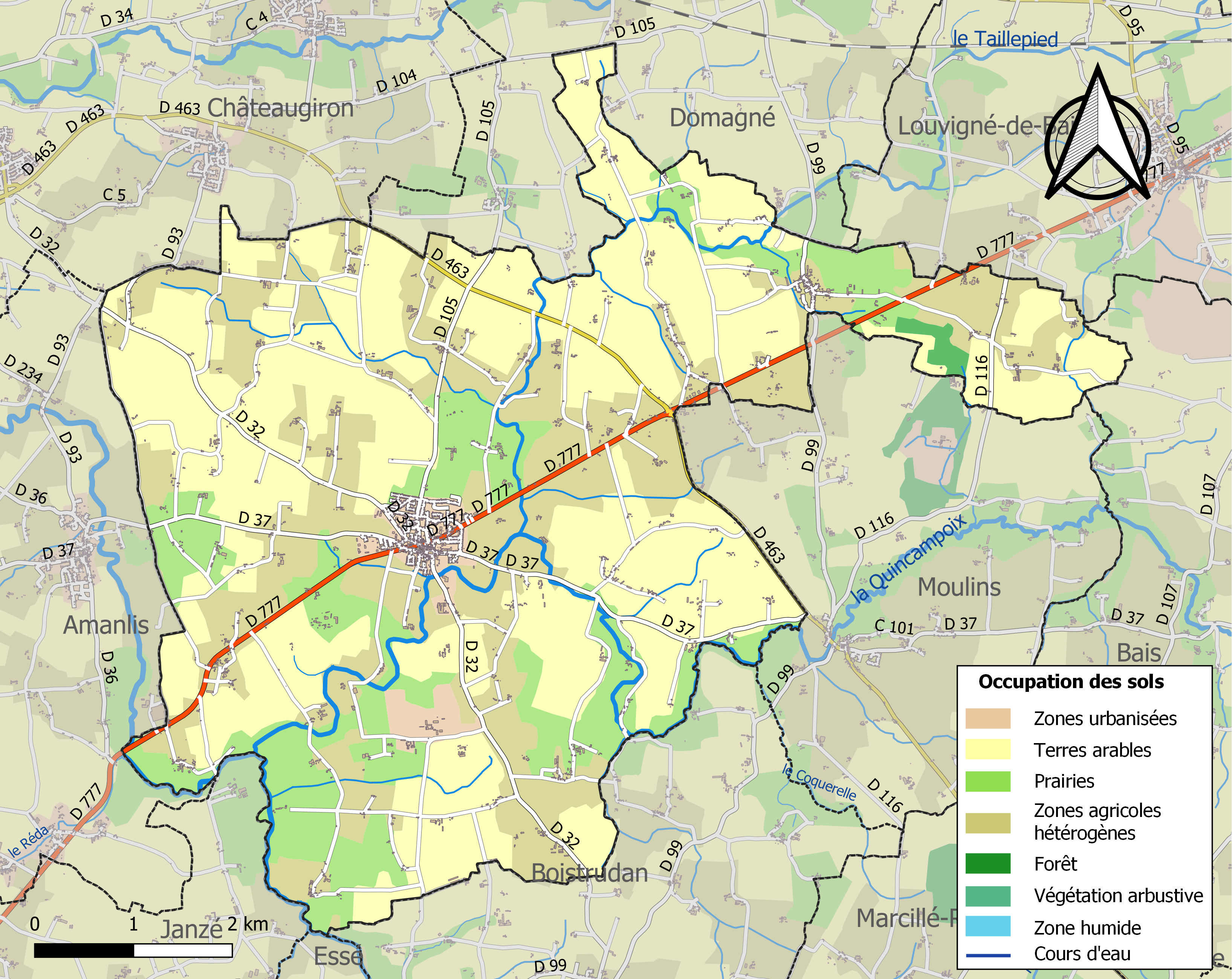
Kaart van de gemeente met belangrijkste infrastructuur, bodemgebruik en omliggende gemeenten